# 阿根廷比索
阿根廷现行流通的货币为“比索”，为区分其他同名货币，亦称作阿根廷比索（西班牙語：Peso argentino）。现行比索自1992年启用，称为“兑换比索”以区别于历史同名货币。在阿根廷境内，在金额前使用“$”符号来表示阿根廷比索，与其他使用比索或美元的国家类似，比索的辅币单位是“分”（西班牙語：Centavo），100分即1比索。根据ISO 4217，阿根廷比索代码为ARS。它以10,000奥斯特拉尔兑1比索，取代阿根廷奥斯特拉尔。
自20世纪中叶以来，阿根廷货币经历了严重的通货膨胀，并一度陷入恶性通货膨胀，周期性用新币以100:1到10,000:1不等兑换旧币。1992年推出的兑换比索，其价值等同于10,000,000,000,000（十万亿）阿根廷国民比索。自21世纪初以来，比索严重通胀，在2024年4月同比上涨289.4%，创下自1991年兑换政策出台以来的最高水平。
1992年，阿根廷政府推出官方的美元汇率维持阿根廷比索和美元1:1的汇率，直至2002年初。此后，阿根廷兑美元的汇率从2003年的3:1升至2023年初的178:1。2023年8月14日，官方汇率固定为350阿根廷比索兑1美元，而平行市场汇率则是665阿根廷比索兑1美元。2023年11月15日，政府恢复爬行钉住。

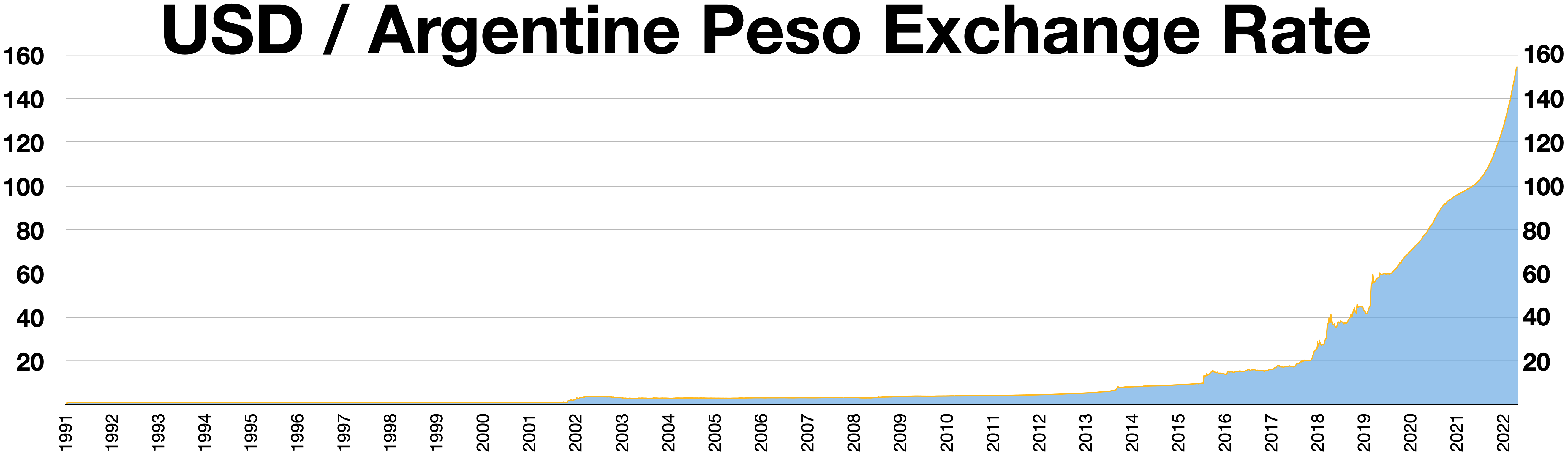
美元之间阿根廷比索汇率年表

2023年12月12日，哈维尔·米莱当选总统后，经济部长路易斯·卡普托将官方汇率从此前的366.5比索兑1美元调整为800比索兑1美元，贬值54%，之后约每月贬值2%（约合每年27%）。

## 历史
早期的比索使用“$”表示，但正式使用时，会用不同符号表达特定时期的货币，例如表示100阿根廷国民比索的“$+m⁄n100”或“m$n100”。现行比索在1992年推出时名为“兑换比索”，2002年起名称简化为“比索”，其推出时，取代了阿根廷奥斯特拉尔。

### 1826年前
比索是西班牙常用的西班牙银圆名称之一。阿根廷独立后，开始发行以里亚尔、索尔和埃斯库多为名的本国货币，其中就有被称为比索的8雷亚尔的硬币。
这些硬币与邻国的硬币一起流通至1881年。

### 富比索（1826年–1881年）

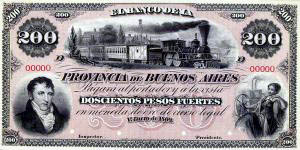
1869年发行的200富比索纸钞

在1826年，两种以比索命名的纸币开始发行。其中一种是富比索（西班牙語：Peso fuerte，符号“$F”），17个富比索等于1西班牙盎司（27.0643克）的0.916纯金。1881年，富比索被等额的阿根廷国民比索取代。

### 流通比索（1826年–1881年）

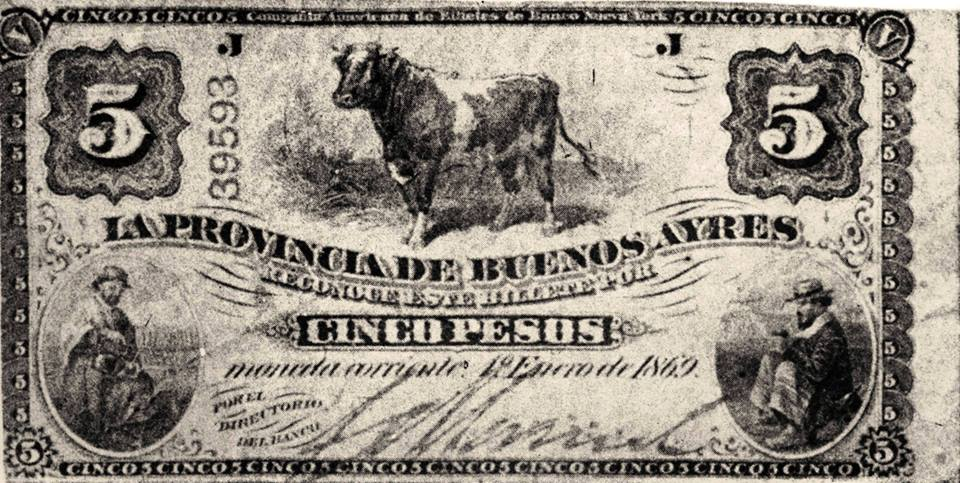
1869年发行的5流通比索

1826年，还推出了阿根廷流通比索（符号“$m/c”），起初与富比索等值，但随着时间变化而贬值。
尽管阿根廷邦联于1854年发行了1分、2分和4分硬币，其中100分等同于1比索也等于8阿根廷里亚尔。阿根廷国民比索以1个阿根廷国民比索兑8个阿根廷里亚尔兑1个富比索兑25个流通比索。起初，1阿根廷国民比索硬币以银制成，称为“patacón”。然而，1890年经济危机导致不再发行银币。

### 金币和银币（1881年–1970年）
1875年颁布第733号法，规定阿根廷金币以“富比索”为单位，一枚硬币使用1+2⁄3克纯度900的黄金，相当于1.5克纯金。同样规定建立银制成的硬币。该标准基于1867年巴黎欧洲经济学家大会（European Congress of Economists）的推荐标准，同样的日本也在1873年采取相同标准。然而，这些规定并未得到落实。
1881年之前的货币体系被描述为“货币无政府状态”，随着1881年第1130号法颁布而结束。法律规定金币货币为盖金比索，每枚金币含有1.612克的纯度900黄金，也规定每枚银币采取25克纯度900的银。法案推出5比索和2.5比索的金币，1比索、50分、20分、10分和5分的银币，以及2分和1分的铜币。

### 阿根廷国民比索（1881年–1970年）

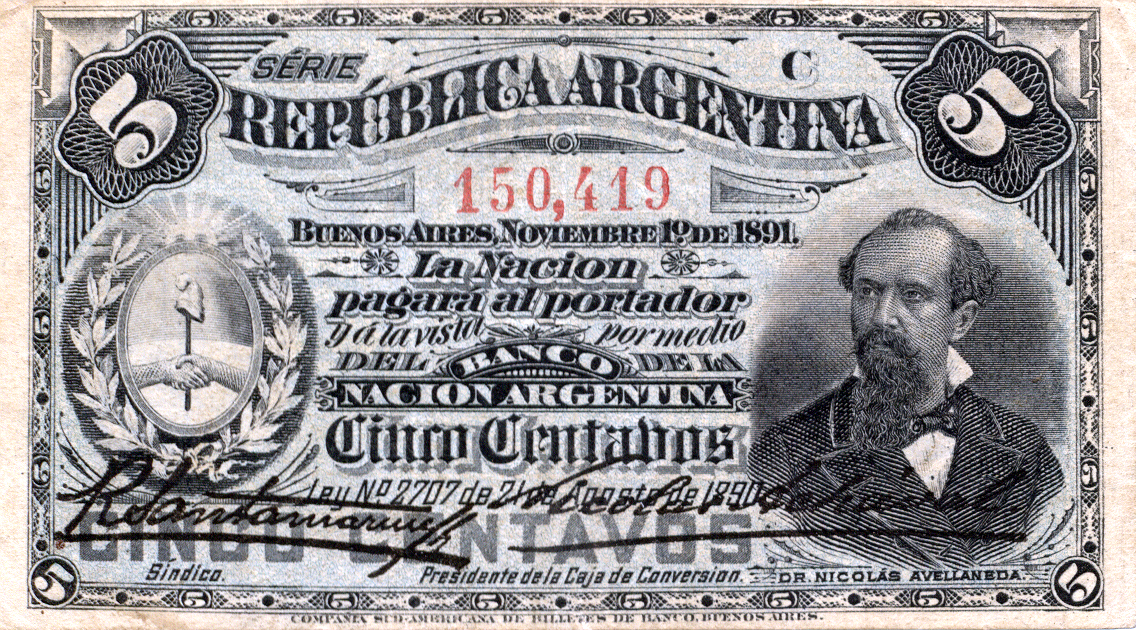
1891年发行的5分国民比索，正面印有尼古拉斯·阿韦利亚内达

1881年，遭遇贬值的阿根廷流通比索被阿根廷国民比索纸币以25比1取代。阿根廷国民比索自1881年发行，使用至1970年1月1日。纸币设计在1899年和1942年更改。
起初，阿根廷国民比索是可兑换的，其价值相当于1盖金比索。此后，国民比索可兑换性时断时续，但随着黄金下跌，该政策于1929年取消，此时2.2727国民比索相当于1金比索。

### 法定比索（1970年–1983年）
第18.188法定比索以1比100取代了阿根廷国民比索。

### 阿根廷比索（1983年–1985年）
阿根廷比索以1比10,000取代了法定比索（也是一百万国民比索）。自1983年6月1日，阿根廷民主回归前夕推出。然而，随着购买力迅速下降，于1985年被奥斯特拉尔取代。

### 奥斯特拉尔（1985年–1991年）
奥斯特拉尔以1比1000取代阿根廷比索（即十亿国民比索）。在奥斯特拉尔流通期间，阿根廷遭受恶性通货膨胀。1989年，劳尔·阿方辛总统执政末年，物价持续上升（仅七月就已上涨了200%），导致汇率持续走低。当时阿根廷紧急发行了价值一万、五万和五十万奥斯特拉尔的纸币，各省政府也发行了自己的货币。在卡洛斯·梅内姆当选后两年，货币价值趋于稳定。

### 兑换比索（自1992年）
自1992年，新比索发行，称为兑换比索（peso convertible），其汇率由阿根廷中央银行固定1比索为1美元，且市面流通1兑换比索对应中央银行外汇储备的1美元，因而得名。新比索以1比10,000取代了奥斯特拉尔。经过多次货币调整和去零后，1992年的1兑换比索相当于1970年10万亿国民比索。
2001年金融危机后，阿根廷于2002年1月放弃固定汇率制度，汇率随之波动，最高曾达到4比索兑1美元（贬值75%）。由此带来的出口繁荣导致大量美元流入阿根廷，从而降低了美元价格。阿根廷政府一度制定并维持将汇率维持在2.90至3.10比索兑1美元之间的策略，以保持出口竞争力并鼓励本土产业替代进口。必要时，中央银行会发行比索并在自由市场上购买美元（有时数量巨大，每天约1000万至1亿美元），以防止美元价格下跌。在2006年1月向国际货币基金组织支付98.1亿美元之前，阿根廷央行已积累了超过270亿美元的储备。
其影响或许可以与邻国巴西雷亚尔相提并论。在2003年初之前，巴西雷亚尔与阿根廷比索的汇率大致相当，当时两种货币的兑美元汇率均为3比1。随着巴西美元储备逐步积累，雷亚尔的升值幅度开始超过比索；到2009年12月29日，1雷亚尔兑换近2.2比索。
2015年12月，毛里西奥·马克里当选后，阿根廷取消了外汇管制，一度官方汇率和平行市场价之间差额消失。
2016年4月1日官方汇率为14.4比1美元。汇率逐渐恶化，截止2022年7月29日，官方汇率则成了131.22比索兑1美元，平行市场则是298比索兑1美元，相差2.27倍。2023年9月，官方汇率已达到350比索兑1美元，平行市场则是720比索兑1美元。
2023年12月12日，哈维尔·米莱当选总统后，经济部长路易斯·卡普托将官方汇率从此前的366.5比索兑1美元调整为800比索兑1美元，贬值54%，之后约每月贬值2%（约合每年27%）。
2025年4月14日，根据与国际货币基金组织达成的协议，比索兑美元汇率将在1000至1400比索的区间波动。

## 流通纸币

### 第一版《兑换》
在2000年被第二版取代，现已不再合法流通。
| 面额  | 主色调 | 正面图案                 | 反面图案                                 | 流通时间      |
| ----- | ------ | ------------------------ | ---------------------------------------- | ------------- |
| $ 1   | 海军蓝 | 卡洛斯·佩列格里尼        | 阿根廷国会                               | 1992年-1995年 |
| $ 2   | 蓝色   | 巴托洛梅·米特雷          | 米特雷博物馆                             | 1992年-1997年 |
| $ 5   | 绿色   | 圣马丁                   | 荣耀丘                                   | 1992年-1998年 |
| $ 10  | 棕色   | 曼努埃尔·贝尔格拉诺      | 国旗纪念碑                               | 1992年-1998年 |
| $ 20  | 红色   | 胡安·曼努埃尔·德罗萨斯   | 奥夫利加多战役                           | 1992年-1998年 |
| $ 50  | 黑色   | 多明戈·福斯蒂诺·萨米恩托 | 五月金字塔和政府宫                       | 1992年-1999年 |
| $ 100 | 紫色   | 胡利奥·阿亨蒂诺·罗加     | 沙漠征服（胡安·曼努埃尔·布拉内斯的油画） | 1992年-1999年 |

### 第二版《新设计》
自1997年起流通，与2013年的第三版、2016年的第四版和2023年的第五版共存。在2002年之后发行的纸币，删除了第25.561号法规定的“兑换货币”字样。
2比索纸币于2018年4月30日停止流通，取而代之的是第一版和第二版相同面值的硬币。同样，5比索纸币于2020年2月29日停止流通。
| 面额  | 主色调 | 正面图案                 | 反面图案                                 | 流通时间      |
| ----- | ------ | ------------------------ | ---------------------------------------- | ------------- |
| $ 2   | 蓝色   | 巴托洛梅·米特雷          | 米特雷博物馆                             | 1997年-2018年 |
| $ 5   | 绿色   | 圣马丁                   | 荣耀丘                                   | 1998年-2020年 |
| $ 10  | 棕色   | 曼努埃尔·贝尔格拉诺      | 国旗纪念碑                               | 1998年-       |
| $ 20  | 红色   | 胡安·曼努埃尔·德罗萨斯   | 奥夫利加多战役                           | 1999年-       |
| $ 50  | 黑色   | 多明戈·福斯蒂诺·萨米恩托 | 五月金字塔和政府宫                       | 1999年-       |
| $ 100 | 紫色   | 胡利奥·阿亨蒂诺·罗加     | 沙漠征服（胡安·曼努埃尔·布拉内斯的油画） | 1999年-       |

### 第三版《我们有祖国》
自2013年起流通，与2016年的第四版和2023年的第五版共存。
5比索纸币于2020年2月29日停止流通。
| 面额  | 主色调 | 正面图案                                         | 反面图案                                                                | 流通时间      |
| ----- | ------ | ------------------------------------------------ | ----------------------------------------------------------------------- | ------------- |
| $ 5   | 绿色   | 圣马丁                                           | 美洲解放者：阿蒂加斯、玻利瓦尔、圣马丁和奥希金斯                        | 2015年-2020年 |
| $ 10  | 棕色   | 曼努埃尔·贝尔格拉诺                              | 胡安娜·阿苏杜伊和贝尔格拉诺的士兵首次升旗和宣誓就职仪式                 | 2016年-       |
| $ 20  | 红色   | 胡安·曼努埃尔·德罗萨斯和卢西奥·诺韦尔托·曼西利亚 | 奥夫利加多战役                                                          | 未发行        |
| $ 50  | 蓝色   | 马尔维纳斯群岛、南乔治亚岛和南桑威奇群岛         | 高乔人安东尼奥·里韦罗与阿根廷国旗、达尔文公墓和“贝尔格拉诺将军”号巡洋舰 | 2015年-       |
| $ 100 | 紫色   | 玛丽亚·伊娃·杜阿尔特·德庇隆                      | 罗马奥古斯都和平祭坛的浮雕细节                                          | 2012年-       |
| $ 100 | 灰色   | 自由女神手持五月广场母亲的白色头巾               | 五月广场母亲与祖母的游行、和平鸽与基因测序                              | 未发行        |

### 第四版《阿根廷共和国本土动物群》
自2016年起流通，第二版、第三版与2023年的第五版共存。2016年1月15日，阿根廷中央银行宣布将在2016年中期发行新版纸币，并于2017年起发行新版硬币。这些纸币的正面印有各地区的典型动物，背面则印有该物种的典型栖息地。
| 面额   | 主色调 | 正面图案                   | 反面图案       | 流通时间 |
| ------ | ------ | -------------------------- | -------------- | -------- |
| $ 20   | 红色   | 原驼和堇菜花               | 巴塔哥尼亚草原 | 2017年-  |
| $ 50   | 灰色   | 安第斯神鹫和金黄六出花     | 阿空加瓜山区   | 2018年-  |
| $ 100  | 紫色   | 安第斯马驼鹿和硫磺仙人掌花 | 法马蒂纳丘陵   | 2018年-  |
| $ 200  | 蓝色   | 南露脊鲸和杉藻             | 阿根廷海底     | 2016年-  |
| $ 500  | 绿色   | 美洲豹和夹竹桃花           | 丛林地区       | 2016年-  |
| $ 1000 | 橙色   | 棕灶鸟和梅达诺斯雏菊       | 潘帕斯平原     | 2017年-  |

### 第五版《祖国英雄》
自2023年起流通。2022年5月24日，阿根廷政府宣布发行新纸币，其设计将再次以民族英雄为主题，取代2016年推出的“动物群”。2023年2月2日，阿根廷中央银行发行2000比索纸币，并于5月22日开始流通。这张新钞票正面印有是科学家塞西莉亚·格里尔森和拉蒙·卡里略，此前他们曾被提议印在面值5,000比索的钞票上，但其流通从未获得批准。
2023年12月23日，央行决定以“显而易见的原因”为由，取消发行面额100、200和500比索纸币。随后，央行报告称，由于通货膨胀的原因，正在分析发行20,000和50,000比索纸币，国家政府随后也予以确认。2024年1月11日，央行决定发行新面额纸钞，批准在6月发行印有玛丽亚·雷梅迪奥斯·德尔巴列和曼努埃尔·贝尔格拉诺的10,000比索纸币以及印有胡安·包蒂斯塔·阿尔韦迪的20,000比索纸币。4月，央行决定将10,000比索纸币发行提前至5月，并将20,000比索的发行推迟至年底。
| 面额     | 主色调 | 正面图案                                        | 反面图案                                       | 流通时间 |
| -------- | ------ | ----------------------------------------------- | ---------------------------------------------- | -------- |
| $ 100    | 紫色   | 伊娃·杜阿尔特·德庇隆                            | 护士学校和阿根廷女性投票权                     | 未发行   |
| $ 200    | 蓝色   | 马丁·米格尔·德格梅斯和胡安娜·阿苏杜伊           | 高桥人战争                                     | 未发行   |
| $ 500    | 绿色   | 玛丽亚·雷梅迪奥斯·德尔巴列和曼努埃尔·贝尔格拉诺 | 第一次国旗宣誓                                 | 未发行   |
| $ 1000   | 橙色   | 圣马丁                                          | 跨越安第斯山脉                                 | 2023年-  |
| $ 2000   | 灰色   | 塞西莉亚·格里尔森和拉蒙·卡里略                  | 卡洛斯·格雷戈里奥·马尔布兰博士国家微生物研究所 | 2023年-  |
| $ 10,000 | 绿松色 | 玛丽亚·雷梅迪奥斯·德尔巴列和曼努埃尔·贝尔格拉诺 | 第一次国旗宣誓                                 | 2024年-  |
| $ 20,000 | 海军蓝 | 胡安·包蒂斯塔·阿尔韦迪                          | 阿尔韦迪的家                                   | 2024年-  |

## 流通硬币

阿根廷其中 6 種流通硬幣。

### 第一版
第一批硬币1992年推出，并持续铸造至2016年。
| 面额            | 年号                              | 反面                   | 直径    | 质量   | 材质                      |
| --------------- | --------------------------------- | ---------------------- | ------- | ------ | ------------------------- |
| $ 0.01 （1分）  | 1992-1993                         | 月桂花环               | 16,2 mm | 1,77 g | 铝铜合金                  |
| $ 0.01 （1分）  | 1993、1997-2000                   | 月桂花环               | 16,2 mm | 2,00 g | 青铜                      |
| $ 0.05 （5分）  | 1992-1993、2004-2005              | 五月太阳               | 17,2 mm | 2,02 g | 铝铜合金                  |
| $ 0.05 （5分）  | 1993-1995                         | 五月太阳               | 17,2 mm | 2,25 g | 白铜                      |
| $ 0.05 （5分）  | 2006-2011                         | 五月太阳               | 17,2 mm | 2,02 g | 黄铜镀钢                  |
| $ 0.10 （10分） | 1992-1994、2004-2006              | 阿根廷国徽             | 18,2 mm | 2,25 g | 铝铜合金                  |
| $ 0.10 （10分） | 2006-2011                         | 阿根廷国徽             | 18,2 mm | 2,25 g | 黄铜镀钢                  |
| $ 0.25 （25分） | 1992-1993、2009-2010              | 布宜诺斯艾利斯卡比尔多 | 24,2 mm | 5,40 g | 铝铜合金                  |
| $ 0.25 （25分） | 1993-1994、1996                   | 布宜诺斯艾利斯卡比尔多 | 24,2 mm | 6,10 g | 白铜                      |
| $ 0.50 （50分） | 1992-1994、2009-2010              | 图库曼屋               | 25,2 mm | 5,80 g | 铝铜合金                  |
| $ 1             | 1994-1996、2006-2010、2013、2016  | 联合省徽章             | 23,0 mm | 6,35 g | 外环：白铜 内圈：铝铜合金 |
| $ 2             | 2010、2011、2012、2014-2016, 2016 | 五月革命两百周年纪念   | 24,5 mm | 7,20 g | 外环：铝铜合金 内圈：白铜 |

### 第二版《阿根廷共和国的树木》
2017年12月22日，阿根廷共和国中央银行宣布发行新1比索和5比索硬币。该系列于2018年12月18日发行，一并发行2比索和10比索硬币。
| 面额 | 年号       | 颜色 | 反面         | 直径    | 质量  | 材质           |
| ---- | ---------- | ---- | ------------ | ------- | ----- | -------------- |
| $ 1  | 2017-2020  |      | 蓝花楹       | 20,0 mm | 4,3 g | 铜电解提炼钢   |
| $ 2  | 2018       |      | 美人树       | 21,5 mm | 5,0 g | 黄铜电解提炼钢 |
| $ 5  | 2017、2020 |      | 香桃木       | 23,0 mm | 7,3 g | 镍电解提炼钢   |
| $ 10 | 2018-2020  |      | 卡尔登牧豆树 | 24,5 mm | 9,0 g | 镍银           |

## 备注
1. ↑  西班牙语习惯使用","表示小数点，为方便理解以下使用“.”来表示
2. 1 2 3  年份表示纪念币铸造年份
3. ↑  尽管被铸于2011年，但硬币刻的是五月革命两百周年（2010年）。之后的铸造沿用发行年份。

## 外部連結
- 阿根廷比索紙幣介紹 （页面存档备份，存于）
- Current official peso exchange rates (third column) （页面存档备份，存于）
- Base de datos de Rodolfo Frank - El valor de la moneda （页面存档备份，存于） (in Spanish)
- 阿根廷纸币 （页面存档备份，存于） （德文）（英文）